# Bogorodica Beogradska
Bogorodica Beogradska naziv je za sliku Majke Božje pomoćnice kršćana koja se nalazi u isusovačkoj crkvi sv. Petra u Beogradu.

## Povijest
Slika je u Beograd stigla kao poklon bavarskog svetišta Marije Pomoćnice kraj Passaua isusovačkoj župi i crkvi Marije Pomoćnice izgrađenoj 1732. godine u beogradskoj četvrti Dorćol. Kopija je slike Marije pomoćnice kršćana Lucasa Cranacha starijeg, koja se nalazi na glavnom oltaru katedrale u Innsbrucku.
Godine 1739. katolici se pred turskim nadiranjem povlače prema Petrovaradinu. Sa sobom su ponijeli i sliku koja u Petrovaradinu ostaje sve do početka 20. stoljeća. Tamo je bila nazvana Bogorodicom Beogradskom.
Godine 1934. vraćena je u Beograd, u novosagrađenu isusovačku crkvu sv. Petra, gdje se i danas nalazi.

## Štovanje
Blagdan Bogorodice Beogradske u Beogradskoj nadbiskupiji slavi se 19. listopada.

## Vanjske poveznice
Mrežna mjesta
- Stipan Bunjevac, Osmijeh Beogradske Bogorodice  Arhivirana inačica izvorne stranice od 18. kolovoza 2021. (Wayback Machine), Glas Koncila 23, 5. lipnja 2005., www.glas-koncila.hr, pristupljeno 15. svibnja 2016.